# توبياس ستون
توبياس ستون (بالإنجليزية: Tobias Stone)‏ هو لاعب الجسر ‏ أمريكي، ولد في 1921 في مانهاتن في الولايات المتحدة، وتوفي في 15 فبراير 2012.